# Cerkiew św. Jana Chrzciciela w Nesebyrze
Cerkiew św. Jana Chrzciciela – zabytkowa prawosławna cerkiew w bułgarskim mieście Nesebyr.
Trójnawowa cerkiew zbudowana w X wieku z nieobrobionego łamanego kamienia i zaprawy. Budowla ma 14 metrów długości i 10 metrów szerokości, jest typowym przykładem obiektu z okresu przejściowego, łączącego cechy bazyliki i świątyni na planie krzyża. Nad centralną częścią budynku znajduje się cylindryczny bęben zwieńczony półkolistą kopułą, wsparty na czterech filarach. Ściana wschodnia posiada trzy półkoliste apsydy. Gzymsy, obrzeża okien i drzwi są zdobione elementami dekoracyjnymi z cegły, ściany zachodnia, północna i południowa zdobią także wysokie, ślepe okna łukowe. W budowli nie ma narteksu.
Na otynkowanych ścianach wewnętrznych liczne zdobienia w postaci fresków, w tym XIV-wieczny portret donatora na ścianie południowej i fragmenty przedstawienia św. Mariny z XVII wieku na kolumnie w południowo-wschodniej części budowli. Do czasów współczesnych zachowały się malunki z XIV, XVI i XVII wieku. 
W czasie prac archeologicznych prowadzonych w ramach projektu realizowanego w latach 2012–2013 ustalono, że cerkiew wzniesiono na fundamentach wczesnobizantyńskiej trójnawowej bazyliki pochodzącej z VI wieku. Pierwotna budowla miała jedną apsydę kształtu półkolistego, z czasem dobudowano także apsydy w północnej i południowej nawie. Obecnie jest jedną z najlepiej zachowanych cerkwi w mieście i bywa uważana za najładniejszą. Pełni funkcję muzeum.